# Salix cathayana
Salix cathayana ist ein stark verzweigter Strauch aus der Gattung der Weiden (Salix) mit braunen oder graubraunen, jung filzig behaarten Zweigen. Die Blattspreiten haben Längen von 1,5 bis 5,2 Zentimetern. Das natürliche Verbreitungsgebiet der Art liegt im Norden von China.

## Beschreibung
Salix cathayana ist ein bis zu 1,5 Meter hoher, stark verzweigter Strauch. Die Zweige sind braun oder graubraun, junge Zweige sind filzig behaart. Die Knospen sind eiförmig bis länglich, filzig behaart und haben eine stumpfe Spitze. Die Laubblätter haben einen 2 bis 5 Millimeter langen, fein behaarten Blattstiel. Die Blattspreite ist elliptisch oder elliptisch-lanzettlich, 1,5 bis 5,2 Zentimeter lang und 0,6 bis 1,5 Zentimeter breit, ganzrandig, mit stumpfer oder spitzer Blattspitze und stumpfer oder spitzer Basis. Die Blattoberseite ist matt grün und manchmal filzig behaart, die Unterseite ist blaugrün.
Die männlichen Blütenstände sind 2 bis 3,5 Zentimeter lange und 5 bis 8 Millimeter durchmessende, dichtblütige Kätzchen. Der Blütenstandsstiel ist 0,5 bis 1,5 Zentimeter lang, zottig behaart und bildet drei oder mehr Blätter. Die Tragblätter sind gelblich braun, eiförmig oder verkehrt eiförmig, bewimpert und haben eine gerundete Spitze. Männliche Blüten haben eine adaxiale, eiförmig-längliche Nektardrüse. Die zwei Staubblätter stehen frei, die Staubfäden sind drei- bis viermal länger als die Tragblätter und teilweise spärlich langdaunig behaart. Die Staubbeutel sind gelb, eiförmig oder beinahe rund. Die weiblichen Kätzchen sind 2 bis 3 selten auch bis 5 Zentimeter lang, dichtblütig und kurz gestielt. Die Tragblätter sind verkehrt-eiförmig-länglich und bewimpert. Weibliche Blüten haben eine adaxiale Nektardrüse. Der Fruchtknoten ist elliptisch, etwa 3 Millimeter lang, kahl und sitzend. Der Griffel ist kurz und zweispaltig, die Narbe ist kurz und zweilappig. Als Früchte werden rundliche, sitzende oder beinahe sitzende Kapseln gebildet. Salix cathayana blüht im Mai, die Früchte reifen im Juni und Juli.

## Vorkommen
Das natürliche Verbreitungsgebiet liegt in den chinesischen Provinzen Guizhou, Hebei, Henan, Hubei, Shaanxi, Sichuan und Yunnan. Sie wächst in Dickichten auf Berghängen und in Tälern in Höhen von 1800 bis 3000 Metern.

## Systematik
Salix cathayana ist eine Art aus der Gattung der Weiden (Salix) in der Familie der Weidengewächse (Salicaceae). Dort wird sie der Sektion Denticulatae zugeordnet. Sie wurde 1912 von Ludwig Diels erstmals wissenschaftlich beschrieben. Der Gattungsname Salix stammt aus dem Lateinischen und wurde schon von den Römern für verschiedene Weidenarten verwendet. Das Artepitheton cathayana verweist auf die Herkunft der Art aus China. Es leitet sich von Cathay ab, ein im 10. Jahrhundert von Mongolenstämmen in Nordchina errichtetes Reicht.
Ein Synonym der Art ist Salix hsinhsuaniana Fang.

## Nachweise